# Амбарцумов, Трофим Герасимович
Трофим Герасимович Амбарцумов — советский хозяйственный, государственный и политический деятель.

## Биография
Родился в 1904 году в Ставрополе. Член КПСС.
В 1930 году окончил Ленинградский электротехнический институт им. В. И. Ульянова (Ленина) по специальности инженер-электрик.
В 1926—1966 годах — инженер-конструктор, инженер-расчетчик по машинам переменного тока, начальник конструкторского бюро, главный конструктор ленинградского завода «Электросила» им. С. М. Кирова, главный инженер в период организации и строительства завода, главный конструктор Томского машиностроительного завода.
За разработку новых агрегатов был в составе коллектива удостоен Сталинской премии за выдающиеся изобретения и коренные усовершенствования методов производственной работы 1952 года.
Автор свыше 30 научных трудов.
Умер в 1984 году.